# Idol Incidents
Idol Incidents (アイドル事変?, Aidoru jihen) era un progetto media mix di MAGES. La trama ruota intorno alla battaglia elettorale tra le idol che rappresentano 47 prefetture del Giappone. I disegni dei personaggi sono gestiti da vari artisti come CUTEG, Matssun*, Tiv, Yōsai Kūchū, Mamu Mitsumomo, e Akemi Mikoto. Il progetto è stato inizialmente annunciato come un gioco che era previsto di essere pubblicato nell'autunno 2014, ma poi è rinviato ad agosto dello stesso anno. Il progetto non ha più notizie da allora. Nell'estate 2015, lo stesso progetto è stato "riavviato" e ci sono stati cambiamenti nel lavoro, come storie e personaggi. Nel 2016 è stato annunciato un adattamento anime, che è stato trasmesso in Giappone su Tokyo MX e BS Fuji tra l'8 gennaio e il 27 marzo 2017.

## Personaggi
Natsuki Hoshina (星菜 夏月?, Hoshina Natsuki)
Doppiata da: Sarara Yashima
Natsuki è una ragazza laboriosa e allegra, con un sacco di energia. Nonostante questo, sul palco e in pubblico come idolo, sembra essere piuttosto timida e impaurita. Ha anche la tendenza a inciampare su se stessa, ma durante l'esecuzione, la sua aura è molto forte, infatti è capace di sopportare l'aura Shizuka senza essere ferita. È molto coraggiosa, sempre pronta a correre a capofitto in qualcosa di nuovo se per il bene degli altri. Con la sua naturale gentilezza e dedizione, è in grado di conquistare le persone.
Sachie Kondō (近堂 幸恵?, Kondō Sachie)
Doppiata da: Reina Ueda
Sachie è la manager del partito delle eroine, gentile e premurosa con tutti. Al primo impatto può sembrare molto matura, ma in realtà si stupisce per poco. È spesso distratta e tratta Shizuka e Natsuki come due sorelle minori.

## Media

### Videogioco
Un videogioco per smartphone è stato pubblicato da Harvest e ha iniziato il suo servizio il 21 ottobre 2016. Il gioco è gratuito e usa l'acquisto in-app di sistema.

### Anime
Un adattamento anime è stato annunciato nel 2016 ed è stato coprodotto da MAPPA e Studio VOLN. Daisuke Yoshida ha diretto l'anime con testi scritti da Sōtarō Hayashi e Sumino Kawashima. La serie è stata trasmessa in Giappone dall'8 gennaio al 27 marzo 2017. L'opening dal titolo Utae! Ai no Kōyaku! (歌え！愛の公約? lett. Canta! Pegno d'amore) è cantato da Smile♥X, un gruppo formato da diversi membri di ogni parte politica nello spettacolo, mentre l'ending dal titolo Respect è cantato da Sarara Yashima e Mai Fuchigami sotto l'unità denominata "with.". In tutto il mondo, ad eccezione dell'Asia, gli episodi sono stati trasmessi in streaming in simulcast, anche coi sottotitoli in lingua italiana, da Crunchyroll.

#### Episodi
| Nº | Titolo italiano Giapponese 「Kanji」 - Rōmaji                                                      | In onda          | In onda |
| Nº | Titolo italiano Giapponese 「Kanji」 - Rōmaji                                                      | Giapponese       |         |
| 1  | Io un membro della dieta? 「私が国会議員になっても」 - Watashi ga Kokkai Giin ni natte mo          | 8 gennaio 2017   |         |
| 2  | Ragazza S 「少女S」 - Shōjo S                                                                      | 15 gennaio 2017  |         |
| 3  | Generazione Miao 「Nyanway Generation」                                                            | 22 gennaio 2017  |         |
| 4  | Scuotile, spiaggia di Shounan! 「ゆ・れ・て湘南ビーチ」 - Yu-re-te Shōnan Biichi                   | 29 gennaio 2017  |         |
| 5  | Il paradiso dei bambini 「保育園天国」 - Houkuen Tengoku                                           | 5 febbraio 2017  |         |
| 6  | Una ragazza troppo timida! 「TOO SHY SHY GIRL!」                                                   | 12 febbraio 2017 |         |
| 7  | Io non posso restare seduta in disparte 「飾りじゃないのよマイクは」 - Kazari janai no yo maiku wa | 19 febbraio 2017 |         |
| 8  | La solitudine di una signorina 「MISSしてロンリネス」 - MISS shite ronrinesu                       | 26 febbraio 2017 |         |
| 9  | Uniformi da Parlamentaidol e colpi di mitragliatrici 「議員服と機関銃」 - Giinfuku to Kikanjū      | 6 marzo 2017     |         |
| 10 | Eroine danzanti 「ダンシング・ヒロイン」 - Danshingu hiroin                                        | 13 marzo 2017    |         |
| 11 | Brutte sorprese a cinque minuti dal live 「MajiでLiveの5秒前」 - Maji de Live no 5-byō mae         | 20 marzo 2017    |         |
| 12 | Spetta alle Parlamentaidol! 「なんてったってアイドル議員！」 - Nantetta tte aidoru giin!           | 27 marzo 2017    |         |

### Manga
Un adattamento manga è stato serializzato sulla rivista Dengeki G's Comic nel numero di settembre 2016 ed è illustrato da Coco Natsuki.